# Yvon Labre
Yvon Jules Labre (* 29. November 1949 in Sudbury, Ontario) ist ein ehemaliger kanadischer Eishockeyspieler und -trainer, der in seiner aktiven Zeit von 1966 bis 1981 unter anderem für die Pittsburgh Penguins und Washington Capitals in der National Hockey League gespielt hat.

## Karriere
Yvon Labre begann seine Karriere als Eishockeyspieler in der kanadischen Juniorenliga Ontario Hockey Association, Zuerst als Junior-B für die Markham Waxers und später mit 18 Jahren für die Toronto Marlboros. Schon damals war es die Leidenschaft und der Einsatz, die seine Mitspieler und Trainer an ihm schätzten, denn seine läuferischen und spielerischen Möglichkeiten waren begrenzt.
Nach einem Jahr bei den Baltimore Clippers in der American Hockey League kam er in der Saison 1970/71 zu seinem Debüt bei den Pittsburgh Penguins, die ihn beim NHL Amateur Draft 1969 in der dritten Runde verpflichtet hatten. In den folgenden Jahren spielte er meist bei den Hershey Bears in der AHL und war nur noch in der Saison 1973/74 zu wenigen Einsätzen gekommen.
Beim NHL Expansion Draft 1974 holten ihn die Washington Capitals in ihren Kader. Zwei Tore hatte er für die Penguins in der NHL geschossen. Das erste von zwölf, die für die Capitals folgten, sorgte für besondere Beachtung. Es war das erste Heimtor in der Geschichte des neuen Teams aus Washington, als er Rogatien Vachon im Tor der Los Angeles Kings bezwingen konnte. Doch nicht seine Tore brachten ihn in die Herzen der Capitals-Fans, sondern die Art wie er Eishockey an einem Ort lebte, der nicht für seine Eishockeytradition bekannt ist. Die Tatsache, dass er für eines der schwächsten Teams in der NHL spielte, entmutigte ihn dabei nie. Dabei war er nach der Saison 1975/76 von Verletzungen geplagt. In seinen letzten vier Spielzeiten konnte er nur in einer mehr als 25 Spiele bestreiten. Im Alter von 32 Jahren zwang ihn sein Knie zur Beendigung seiner aktiven Karriere. Die Capitals ehrten ihn kurz darauf, indem sie ein Banner mit seiner Nummer 7 in ihrem Stadion aufhängten und diese Nummer nie wieder vergaben. Labre ist somit der einzige Spieler, der je für die Capitals mit der Nummer 7 spielte.
Nach seiner aktiven Laufbahn blieb er den Caps treu. Er war Assistenztrainer und übernahm auch weitere Aufgaben im Stab des Franchises.

## Erfolge und Auszeichnungen
- 1974 Calder-Cup-Gewinn mit den Hershey Bears